# Pieter Willem Pestman
Pieter Willem Pestman, né le 28 avril 1933 à Amsterdam (Pays-Bas) et mort le 14 mai 2010 à Pancalieri (Italie), est un professeur néerlandais de papyrologie à l'université de Leyde.

## Biographie
Pieter Willem Pestman étudie le droit à l'université d'Utrecht, où il obtient son diplôme en 1953. Il étudie ensuite la papyrologie et le droit égyptien ancien à l'Université de Leyde. En 1960/61, il passe trois mois à Paris pour étudier le démotique avec Michel Malinine (1900-1977). Il obtient son doctorat en 1961 avec une thèse sur Le Mariage et les biens matrimoniaux dans l'Égypte ancienne.
Après son doctorat, il est chercheur associé à l'Institut de papyrologie de l'Université de Leiden dont il est nommé directeur en 1969. En 1982 et 1983, il est doyen de la faculté de droit de l'Université de Leyde. À partir de 1985, il est membre de l'Académie Royale des Sciences, des Lettres et des Beaux-Arts de Belgique ; depuis 1992, membre de l'Académie royale des sciences des Pays-Bas. La même année, il reçoit un doctorat honorifique de l'université de Bologne. En 1998, il prend sa retraite.